# ジャン＝バティスト・ルイエ・ド・ガン
ジャン＝バティスト・ルイエ（Jean-Baptiste Lœillet (de Gand), 1688年7月6日 – 1720年頃）は、スペイン領ネーデルラント（現ベルギー）のヘント出身の作曲家。生涯の大半をフランスに過ごし、リヨン大司教ポール＝フランソワ・ド・ヌイヴィル・ド・ヴィルロワに仕える。数多くのフルート作品を手懸け、トリオ・ソナタや2本のフルートのための無伴奏ソナタ、フルート・ソナタがある。1710年から1717年にかけてアムステルダムでしめて48曲のリコーダー・ソナタが出版されており、後にこれらはロンドンでウォルシュ社により1712年から1722年にかけて再版された。
当記事の作曲家は、ロンドンで有名になった同名の従兄との混乱を避けるために、自ら姓に "de Ghent" （フランス語では de Gand（ド・ガン））を加えた（このような取り違えは近代以降も生じており、アレクサンドル・ベオンが「ジョン・ルイエ」のトリオ・ソナタを校訂した際、誤って当記事のルイエの作品として出版した）。現在ジャン・ルイエは、「ジャン・バティスト・ルイエ（ヘントのルイエまたはガンのルイエ）」と呼ばれている。